# Suncho Corral
Suncho Corral è una città dell'Argentina, appartenente alla provincia di Santiago del Estero, situata nel centro della provincia.